# 細川汀
細川汀（ほそかわ みぎわ、1927年（昭和2年）2月27日-2020年（令和2年）1月21日）は、日本の医師、医学者。
岡山県高梁市生まれ。京都大学医学部卒、1961年三重県立大学医学博士。大阪市立衛生研究所、関西医科大学衛生学公衆衛生学教室講師、京都府立衛生公害研究所、京都府向陽保健所長、京都市衛生研究所、京都府立大学教授、90年定年、神戸健康共和会労働医学研究所。京都府交通・労働等災害救済事業団。働く人の生命と健康を守る全国センターなどの参与。専攻は労働医学、社会医学、地域保健医療福祉。「過労死」の語の名付け親の一人。

## 著書
- 『職業病と労働災害 労働者の健康と生命を守るために』労働経済社 1966
- 『トラック運輸労働者の健康と災害』労働経済社 1967
- 『頸肩腕障害と腰痛 職場における健康調査と対策』労働経済社 1974
- 『現代「合理化」と労働医学』労働経済社 1978
- 『かけがえのない生命よ 労災職業病・日本縦断』文理閣 はたらく人々のいのちと健康 1999

### 共編著
- 『現代の労働災害と職業病』坂寄俊雄,窪田隼人共著 労働旬報社 1967
- 『母体保護読本 「合理化」と婦人労働者の健康』松原恵子,橋本雅弘共編 労働旬報社 1967
- 『頸肩腕障害の医療と回復』畑中生稔共編著 労働経済社 1983
- 『過労死 脳・心臓系疾病の業務上認定と予防』上畑鉄之丞,田尻俊一郎共著 労働経済社 1982
- 『VDT労働入門』西山勝夫,中迫勝,田井中秀嗣共著 労働基準調査会 1984
- 『新労働科学論』編著 労働経済社 1988
- 『現代医療ソーシャルワーカー論 生活問題の認識と社会福祉援助』加藤薗子,真田是,医療福祉問題研究会共編著 法律文化社 1989
- 『健康で安全に働く これから働く君たちに』編著 文理閣 1994
- 『最新教職員のための労働安全衛生入門』垰田和史共著 文理閣 1995
- 『健康で安全に働くための基礎 ディーセント・ワークの実現のために』編著 文理閣 2010